# Blocage d'air froid
Pour les articles homonymes, voir Blocage.

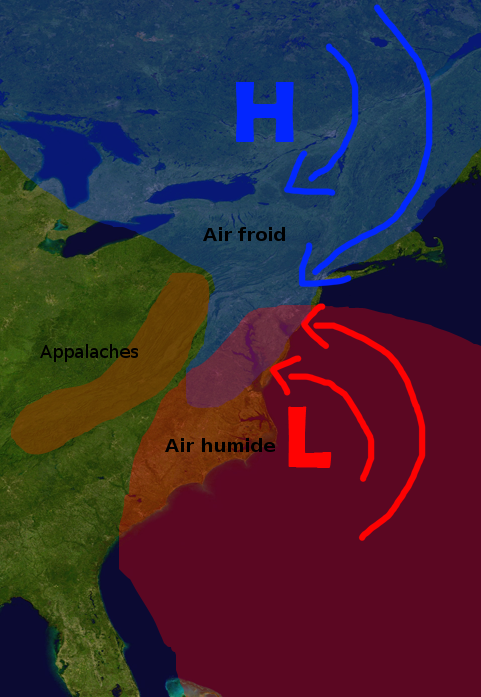
Un système de haute pression au Canada canalise de l'air froid vers les montagnes, créant ainsi le potentiel pour une tempête de neige plus intense ou à du verglas si une masse d'air chaud et humide la rencontre.

Le blocage d'air froid est un phénomène météorologique qui consiste au blocage et au refroidissement d'une masse d'air au pied d'une chaîne de montagnes. La création d'un blocage d'air froid implique généralement un système de haute pression situé entre le pôle et une chaîne de montagnes. Le système de haute pression amène de l'air froid du nord et l'emprisonne dans une mince couche d'air au pied des montagnes.

## Mécanisme

Formation d'un dôme froid quand l'air de surface ne peut atteindre le sommet de l'obstacle. L'air doux est alors forcé au-dessus du dôme et on a formation d'un courant-jet de bas niveau.

Le contraste thermique entre les pôles et l'équateur provoque généralement une baisse des températures vers les pôles. Ce contraste est plus marqué en hiver et c'est en général durant cette saison que se produisent les blocages d'air froid. On a alors l'air arctique (ou antarctique) très froid transporté vers les régions chaudes. Cet air froid est très dense. Lorsqu'une dépression amène de l'air plus doux sur la région, l'air froid est lent à se retirer et si un obstacle, tel une chaîne de montagne ou une vallée encaissée, empêche son retrait, l'air doux sera soulevé en altitude créant un dôme d'air froid. La création d'un dôme d'air froid près du sol sera favorisée par la canalisation des vents le long de la chaîne de montagnes ou de la vallée.
De plus, l'air en mouvement près du sol suit les contours du terrain. Lorsqu'il rencontre un obstacle, il doit remonter sa pente et il diminue de température selon la loi des gaz parfaits, ce qui diminuera encore plus sa température. La couche d'air au-dessus de la première étant plus chaude que l'air soulevé, elle l'empêche d'atteindre le sommet de l'obstacle. Ceci limite l'altitude que l'air de surface peut atteindre sur la pente de l'obstacle. L'air de surface qui a été ralentit en montant est sujet aux différences de pression le long de l'axe parallèle à l'obstacle. Son mouvement ira alors dans un axe des hautes vers les basses pressions et générera un courant-jet de bas niveau le long de cet axe, dit courant-jet de barrière.

### Signature synoptique d'un blocage d'air froid

Figure 1: Système précurseur d'un blocage d'air froid.

Figure 2: Creux et crête provoqués par un blocage d'air froid.

Considérons une zone de haute pression au nord d'une chaîne de montagnes et zone de basse pression au sud (voir figure 1). Supposons que les isobares sont dirigées est-ouest. D'après la loi de Buys-Ballot, le vent soufflera de l'est vers l'ouest au-dessus de la chaîne de montagnes. Comme la force de Coriolis (C) dévie vers la droite le flot atmosphérique, C sera orientée vers le nord. Le gradient de pression est orienté vers le sud (P).
À mesure que les particules d'air à l'est des montagnes s'approchent de la barrière, leur vitesse vers l'ouest est réduite. Cette réduction de vitesse est causée par un refroidissement adiabatique et une convergence de la masse d'air en amont du vent (au pied des montagnes).
Puisque le vent ralentit, la composante de la force de Coriolis dirigée vers le nord diminue elle aussi. Les particules d'air sont donc déviées vers le sud, ce qui a comme résultat que la composante agéostrophique du vent a une contribution plus grande. À l'ouest de la chaîne de montagnes, il y a aussi un ralentissement de la composante du vent vers l'ouest, cependant causé par la diminution de la pression sur le versant ouest des montagnes (cyclogénèse orographique), et une déviation dans la même direction a lieu (figure 2).
Comme le vent agéostrophique venant du nord augmente de part et d'autre de la chaîne de montagnes, la somme algébrique de la composante de Coriolis (plus faible) et du gradient de pression dévie ce vent vers la gauche du mouvement. À l'est de la chaîne de montagnes, cette force dirige les particules d'air vers la barrière, ayant pour effet d'augmenter la pression. À l'ouest de la chaîne de montagnes, le vent agéostrophique est également dévié vers la gauche, sauf que ce changement de direction a pour effet de diminuer la pression de la région adjacente à la barrière et la création d'un creux inversé (basse pression au sud et haute pression au nord).
Contrairement au cas idéalisé de la figure 2, la crête à l'est de la chaîne de montagnes est plus prononcée que le creux à l'ouest. Lorsqu'un anticyclone stable et froid est localisé au nord de la région, l'advection froide de la basse troposphère est favorisée par le vent agéostrophique du nord, ce qui augmente la stabilité et accentue l'augmentation hydrostatique de la pression. Ce schéma d'advection tend à renforcer la crête à l'est à diminuer le creux à l'ouest de la chaîne de montagnes. La crête prononcée accompagnant une masse d'air froide et stable est qualifiée de blocage d'air froid.

## Emplacement

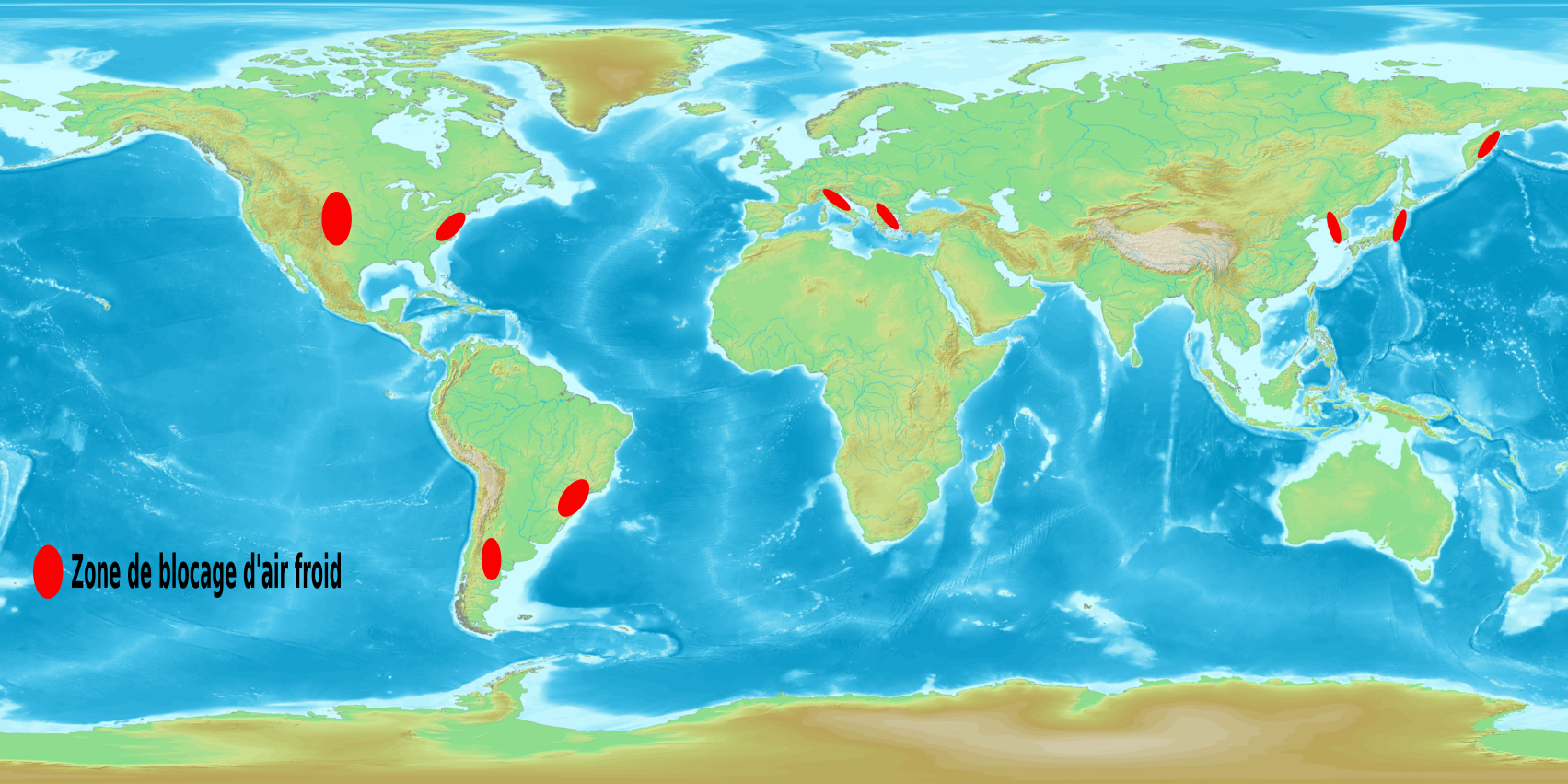
Les zones principales de blocages d'air froid dans le monde.

Le blocage d'air froid survient habituellement dans les latitudes moyennes de l'hémisphère nord, cette région étant la limite sud du courant-jet de cet hémisphère. Le blocage d'air froid n'est pas souvent observé dans l'hémisphère sud à cause de l'absence de formation montagneuse positionnée pour bloquer la circulation anti-horaire d'une système de haute pression.
Les blocages d'air froid sont très fréquents sur la plaine côtière de l'Amérique du Nord, entre les Appalaches et l'océan Atlantique ainsi que dans la vallée du fleuve Saint-Laurent entre le lac Ontario et le Golfe du Saint-Laurent. Dans ces endroits, un système de haute pression localisé soit sur le Québec soit au nord de la Nouvelle-Angleterre, tire l'air froid depuis la région située autour de la Baie d'Hudson et la pousse vers le sud. Lorsqu'une dépression remonte le long de la côte Atlantique, l'air froid est capturé au pied des Appalaches. Par contre, lorsque la dépression remonte le Mississippi, c'est dans la vallée du Saint-Laurent que l'air froid forme un dôme, ce qui crée une situation de drainage d'air froid.
L'ouest de l'Amérique du Nord est un autre endroit où survient des blocages d'air froid. Lorsque de l'air arctique venant des Prairies canadiennes est arrêté par les Rocheuses, il se forme un blocage difficile à déplacer par les dépressions amenant de l'air doux du Golfe du Mexique. Ce même air froid s'engouffre également dans les vallées et atteint les Cascades. Ceci crée un dôme d'air froid en soulèvement sur la pente orientale de ces montagnes.
En Europe, la région des Alpes est sujette aux blocages d'air froid. Dans la partie sud-ouest du massif, l'air sibérien peut s'infiltrer par les vallées nord-sud et rester emprisonné dans la plaine du Pô lorsque la circulation devient est-ouest à l'approche d'une dépression dans le golfe de Gênes. Dans ces conditions, le nord de l'Italie sera soumis à une forte inversion de température et à des brouillards tenaces. Le temps sera beaucoup plus doux dans les Alpes du Sud françaises.

## Classification des blocages d'air froid
Le blocage d'air froid peut être déclenché et entretenu par deux phénomènes distincts : un apport d'air froid et un refroidissement diabatique causé par les précipitations. Selon la contribution de chacune des causes, on classe habituellement le blocage d'air froid en trois types.
Classique
Le cas classique est celui décrit ci-haut. Un anticyclone transporte de l'air froid qui est bloqué à l'est d'une chaîne de montagnes (dans l'hémisphère nord).
In Situ
Le refroidissement de l'air près de la montagne est principalement dû au refroidissement diabatique causé par les précipitations tombant dans la couche d'air froid.
Hybride
Une combinaison du cas classique et In Situ, c'est-à-dire d'un faible anticyclone auquel est ajouté un refroidissement diabatique.

## Conséquences

Types de précipitations qui ont lieu en présence de blocage d'air froid.

Un blocage d'air froid empêche une structure verticale normale de la température dans la masse d'air et créent un soulèvement supplémentaire de la couche d'air supérieure. Ceci a pour effet:
- un plus fort taux de précipitations:

L'air doux soulevé en altitude va se condenser en plus grande quantité et donner plus de neige, si la température est sous zéro degré Celsius dans toute la masse d'air, ou de pluie si la température est au-dessus de zéro près du sol.
- des conditions favorables à de la pluie verglaçante ou du grésil:

L'air soulevé adiabatiquement va rester plus chaud que celui de surface sur une certaine épaisseur et créer un inversion de température. Il se crée parfois ainsi une couche d'air au-dessus du point de congélation juste au-dessus du dôme de surface, qui lui sera sous zéro degré Celsius. La neige créée en altitude pourra alors fondre dans la couche intermédiaire. Par la suite, si le dôme d'air froid est assez épais, les gouttes de pluie condensent et donnent du grésil. Si le gouttes de pluie ne se condensent pas, elles deviennent surfondues et gèlent au contact avec le sol, créant ainsi du verglas.
- un changement de type de précipitations:

Si le dôme d'air froid est alimenté par un anticyclone qui s'intensifie, il augmentera en épaisseur. Ceci changera la structure verticale de température, pouvant faire passer le type de précipitations de la pluie à la neige, en passant par le verglas ou le grésil.
Finalement, si l'alimentation en air froid est très importante, le dôme d'air froid peut s'épaissir tellement que la progression de la dépression vers le nord sera retardée ou déviée.